# Лапиашвили, Парнаоз Георгиевич
Парнао́з Гео́ргиевич Лапиашви́ли (26 апреля [9 мая] 1917, Мирзаани, Тифлисская губерния — 25 июля 1994) — советский грузинский театральный художник, педагог.

## Биография
В 1941 году окончил ТбАХ. С 1940 года художник-декоратор различных театров Грузии. С 1960 года — педагог ТбАХ, профессор (1965).

## Творчество

### Оформил спектакли
- 1949 — «Горда» Д. А. Торадзе
- 1953 — «За мир» Д. А. Торадзе
- 1967 — «Рассвет» Ф. П. Глонти

### Фильмография
- 1948 — Кто и Котэ
- 1955 — Волшебная свирель
- 1985 — Примите вызов, синьоры!
- 1989 — Сны между праздниками

## Признание
- Сталинская премия второй степени (1951) — за оформление балетного спектакля «Горда» Д. А. Торадзе, поставленного на сцене ГрАТОБ имени З. П. Палиашвили
- народный художник Грузинской ССР (1967)